# Grote Buisbeek
De Grote Buisbeek of Driesbosbeek  is een beek in Vlaams-Brabant in België die behoort tot het stroomgebied van de Schelde. De Grote buisbeek vormt de grens tussen Humbeek (deelgemeente van Grimbergen) en Nieuwenrode (deelgemeente van Kapelle-op-den-Bos) en mondt uit in de Sasbeek.